# Gianlorenzo Blengini
Gianlorenzo Blengini (Formia, 29 de dezembro de 1971) é um treinador e ex-voleibolista profissional italiano, medalhista olímpico como treinador. 

## Carreira
Assitente da seleção italiana de voleibol masculino, foi promovido após a saída de Mauro Berruto. Conquistou a segunda posição no Campeonato Mundial de Vôlei em 2015 e o terceiro lugar no Campeonato Europeu, no mesmo ano.
Em 2016, comandou seu país nos Jogos Olímpicos de Verão no Rio de Janeiro, perdendo a final para os donos da casa, e ficando com a medalha de prata.